# The Piper at the Gates of Dawn
The Piper at the Gates of Dawn (укр. Сурмач біля воріт світанку) — дебютний альбом гурту Pink Floyd, що вийшов 1967 року та єдиний, записаний під керівництвом Сіда Барретта.
Його називають одним із найвпливовіших альбомів усіх часів. Він зробив величезний вплив на психоделічну музику тих та подальших часів. Платівка містить химерну лірику про космос, опудал, гномів, велосипеди і казки разом з психоделічними інструментальними пасажами.
Альбом був записаний на студії № 3 у (Abbey Road Studios) в Лондоні. У той самий час в сусідній студії № 2 The Beatles записували не менш легендарний Sgt. Pepper's Lonely Hearts Club Band.

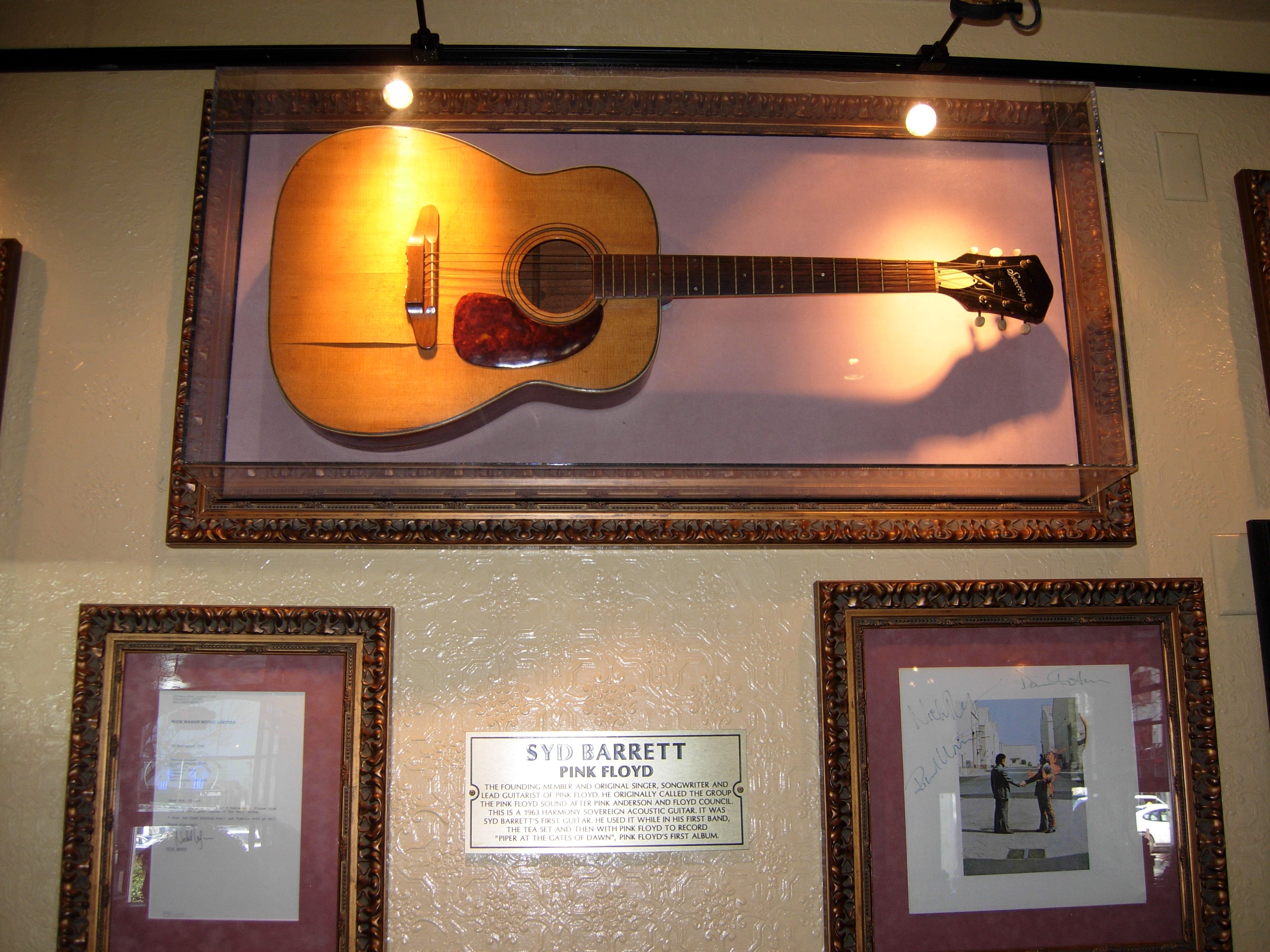

Диск вийшов 5 серпня 1967 у монофонічній версії, місяць по тому — у стереофонічній. Він досяг 6-ї позиції в британських чартах, американська версія досягла 131-го місця в чартах США. «See Emily Play» замінила «Astronomy Domine», «Flaming» та «Bike» на оригінальній американській вініловій платівці. Стереоверсія на CD вийшла вперше в 1987 р.
The Piper At The Gates Of Dawn є здебільшого дітищем Сіда Баррета. Його назву він взяв із сьомої частини дитячого роману Кеннета Грема «The Wind In The Willows» (Вітер у вербах), у якій герої роману зустрічаються з великим богом Паном, що втілює могутні дружні сили природи. Баррета зачарувала та простота, з якою Грем доніс глибокі філософські концепції до своїх юних читачів. Сід часто розповідав друзям про свою зустріч із Паном (можливо, під впливом ЛСД), яка дала йому глибоке розуміння природи. У цьому контексті альбом постає не просто зразком химерної англійської психоделії, а відображає інтерес до містицизму, до природи, занепокоєння пошуками місця людини у світі.

## Композиції

### Astronomy Domine
Астрономія Бога
Подібно до «Interstellar Overdrive», відображає перші експерименти Барретта з ЛСД, якого він почав вживати в кінці 1965 року. Тоді Сід був вражений величчю всесвіту, що відкрився йому. Він придбав невеликий астрономічний атлас, в якому були наведені припущення відомих астрономів про умови життя на різних планетах Сонячної системи, що й послужило основою для пісні. Цю інформацію Сід розбавив згадкою про героя коміксів, «пілота майбутнього» Дена Дейра. На самому початку пісні на тлі морзянки чути, як Пітер Дженнер читає в мегафон назви астрологічних знаків та інформацію з атласу Сіда. Іноді цю композицію називали «Астральний хорал»

### Lucifer Sam
Люцифер Сем
Спочатку мала назву «Percy The Rat Catcher», і була ідея зробити на її основі півгодинний фільм. Люцифером Семом звали кота англійського поета Томаса Персі. Сід витягнув цю інформацію з свого записника і поєднав її з модними у той час психологічними уявленнями про правопівкульних і лівопівкульних людей і натяки на свою подругу Джені Спайрз, яка постає в пісні як Дженіфер Джентл.

### Matilda Mother
Мати Матільда
Навіяна спогадами про казки, які розповідає мама перед сном. Велика частина образів взята з популярних дитячих віршів Хілера Беллока «Cautionary Tales for Children» (укр. Застережні казки для дітей). Коли пісню спочатку виконували «живцем», Сід просто читав вірші з книги, проте, коли настав час запису альбому, Ендрю Кінг не зміг отримати дозвіл на використання віршів, тому Сід написав власну версію. Як і для Джона Леннона, дитинство було для нього притулком, коли тиск реальності ставав нестерпним.

### Flaming
Палаючий
Композицію було написано після одного з психоделічних пікніків на березі ріки Кім в Кембріджі восени 1965 року. Враження про тріп Сід з'єднав з дитячими спогадами про гру в схованки зі своєю сестрою Розмарі. У дитинстві Сід відчував сильну спорідненість з природою, і, приймаючи ЛСД, він воскрешав у собі ці почуття. Світіння — це один з ефектів дії ЛСД, коли звичайні предмети починають як би світитися або іскритися. Цей ефект знайшов також віддзеркалення в багатьох живописних роботах Сіда того часу.

### Pow R. Toc Н.
Має в своїй основі басову партію Вотерса, є свідомою спробою продовжити «Interstellar Overdrive», оскільки групі хотілося, щоб їх перший альбом містив достатню кількість речей у стилі андеграунд, які так подобалися їхнім шанувальникам. Хоч і дещо відносно бліда, цю композицію датують початком 1967 року, коли група була на вершині своїх імпровізаційних можливостей. Дивна назва цієї композиції насправді нічого не означає і була вибрана Вотерсом, оскільки добре звучала, коли її вигукували в мікрофон. Також є думка, що «Тос Н» було сигнальним кодом для позначення «Talbot House», клубу сигнальників, що існував в союзних військах, які стояли у Фландрії під час першої світової війни, і відомого тим, що там усі були рівні, попри звання. Пізніше це стало назвою добродійного суспільства. Є припущення, що назву слід перекладати від англ. Power tokage - сильна затяжка марихуаною.

### Take Up Thy Stethoscope And Walk
Забери свій стетоскоп та йди
Перша композиція Роджера Вотерса, яка демонструє талант учасників групи в джемі. Однак під час запису її не вдалося відтворити могутнє живе звучання. На концертних виступах у центральній імпровізаційній частині пісні всі четверо музикантів створювали божевільну бурю звуків, що заганяла аудиторію в шок. Немає нічого дивовижного в тому, що Норман Сміт Норман Сміт вирішив не записувати зовсім центральну частину. Сам Вотерс згодом оцінював річ як «дуже погану».

### Interstellar Overdrive
Космічне перевантаження
Виявилася композицією, що визначила характер ранньої музики Pink Floyd. Під час виступів групи в клубах Marquee і UFO її сприймали як музичний вираз психоделічного досвіду. Своїм авангардним дезорієнтуючим звучанням «Interstellar Overdrive» проклала дорогу експериментам з відмовою від звичних музичних форм, які почалися в середині 60-х. Група почала виконувати композицію в квітні 1966 року, проте її створення слід відтермінувати до кінця 1965-го, коли Сід Барретт активно знайомився з ЛСД. Під час свого другого тріпу він випробував страхітливий прорив у глибини космосу, що завершився його зависанням у просторі між Юпітером і Венерою. У структурі композиції знайшли віддзеркалення етапи цього тріпу: дезорієнтація і страх на початку дії, віддавання себе на волю пориву, період дослідження і, нарешті, м'яке занурення в споглядання. Мабуть, жодна з пісень раннього «Pink Floyd» не ілюструє краще, ніж ця, дуалізм, що склався в групі. З одного боку не визнає ніяких правил і обмежень художник Барретт, з іншого — архітектор Вотерс, який сповідує структуралізм, що вдягається в форму вільної творчості Сіда. «Якби Сіду дали можливість, — розповідає Пітер Дженнер, — він міг би грати одну і ту ж мелодію всю ніч. Роджер додав композиції форму і динамічні рамки, всередині яких Барретт міг вільно імпровізувати».

### The Gnome
Гном
Композицію було написано під впливом трилогії Джона Руела Толкієна «Володар перснів». Опублікована 1954 року, ця книга стала особливо популярною в психоделічній атмосфері кінця 1960-х. У пісні вільно описана подорож хоббіта Фродо, який «пережив велику пригоду».

### Chapter 24
Розділ 24
Заснована на образах китайської «Книги Перемін», а саме її 24-го розділу, який описує гексаграму «Повернення». Сід дізнався про цю книгу завдяки своїй любові до китайської гри «ґо», в яку він часто грав зі своєю подругою Ліндси Корнер. Мабуть, Сід Барретт шукав в «Книзі Перемін» будь-якого пояснення душевному зрушенню в собі, причиною якого виявилися не тільки експерименти з ЛСД, але і слава, що несподівано прийшла.

### The Scarecrow
Опудало
Ця композиція — зразок нового стилю написання пісень, якого Сід опанував до 1965 року, надихнув його творчістю Едварда Ліра, народними англійськими баладами та історіями американських блюзменів. Ідея пісні, можливо, була запозичена з дитячої книжки Джун Вільсон «The Scarecrow», в якій розгортається схожа історія, хоч на думку Пітера Дженнера, найімовірніше Барретт співав про себе самого, порівнюючи з опудалом. Пісня містить елементи барокової музики, психоделічного фолку. Інструментальний розділ складається з музичних партій 12-струнної акустичної гітари та віолончелі. Відображаючи експериментальний характер ранніх психоделічних композицій усі інструменти розганяються до надмірного звучання як на лівій, так і на правій сторонах стереозапису, з двома вокальними лініями, де один говорить, а іншій співає.

### Bike
Велосипед
Це один з останніх записів Сіда, коли він ще міг контролювати себе. На думку продюсера альбому Нормана Сміта, вона відображає, «наскільки прості речі були в його світі». Пісня була присвячена його тодішній подрузі Джені Спайрз. Як і попередня, вона несе на собі відбиток стилю Едварда Ліра, коли поетичним стає будь-який предмет, що попався на очі. Ця композиція — це спроба Сіда написати любовну пісню, де зображений був дівочий велосипед, якого Сід в неї запозичив. Окрім велосипеда у пісні Сід оспівує плаща, старіючого миша на прізвисько Джеральд та об'єднання пряникових чоловіків. Пісня починається досить звичайно, проте кожен наступний куплет постає все більш дивнішим. Також в кінці кожного куплета змінюється темп. Останній куплет супроводжує інструментальна секція, яку складає галасливий колаж з осциляторів, годинників, гонгів, дзвіночків, скрипки та інших звуків, що нагадують повороти шестерні велосипеда. Сміт після візиту в фонотеку звукових ефектів на Еббі-роуд витратив три дні на виготовлення петель з плівки, щоб відтворити ці звучання в кінці пісні.

## Критика
Після релізу критик сприйняли альбом вкрай позитивно, а через роки неодноразово називали одним з яскравих прикладів альбомів психоделічного року 60-х років. 1967 року музичні видання Record Mirror і NME дали альбому оцінку в чотири зірки з п'яти можливих. Record Mirror прокоментував це так: «психоделічні образи гурту виходять ув повсякденний світ через LP, яке стало прекрасним показником таланту гурту і професійності запису. Багато незвичайної музики». Високо оцінили альбом та його композиції Пол Маккартні і колишній продюсер «Pink Floyd» Джо Бойд.

## Список композицій
Усі пісні написані Сідом Барреттом, якщо не зазначено інше.
Британський реліз
| Перша сторона | Перша сторона                                              | Перша сторона                         | Перша сторона |
| #             | Назва                                                      | Вокал                                 | Тривалість    |
| ------------- | ---------------------------------------------------------- | ------------------------------------- | ------------- |
| 1.            | «Astronomy Domine»                                         | Барретт і Річард Райт                 | 4:12          |
| 2.            | «Lucifer Sam»                                              | Барретт                               | 3:07          |
| 3.            | «Matilda Mother»                                           | Райт і Барретт                        | 3:08          |
| 4.            | «Flaming»                                                  | Барретт                               | 2:46          |
| 5.            | «Pow R. Toc H.» (Барретт, Роджер Вотерс, Райт, Нік Мейсон) | Безсловесний вокал Барретта і Вотерса | 4:26          |
| 6.            | «Take Up Thy Stethoscope and Walk» (Вотерс)                | Вотерс                                | 3:05          |

| Друга сторона | Друга сторона                                             | Друга сторона   | Друга сторона |
| #             | Назва                                                     | Вокал           | Тривалість    |
| ------------- | --------------------------------------------------------- | --------------- | ------------- |
| 1.            | «Interstellar Overdrive» (Барретт, Вотерс, Райт і Мейсон) | Інструментальна | 9:41          |
| 2.            | «The Gnome»                                               | Барретт         | 2:13          |
| 3.            | «Chapter 24»                                              | Барретт         | 3:42          |
| 4.            | «The Scarecrow»                                           | Барретт         | 2:11          |
| 5.            | «Bike»                                                    | Барретт         | 3:21          |

Американський реліз
| Перша сторона | Перша сторона                                    | Перша сторона    | Перша сторона |
| #             | Назва                                            | Вокал            | Тривалість    |
| ------------- | ------------------------------------------------ | ---------------- | ------------- |
| 1.            | «See Emily Play»                                 | Барретт          | 2:53          |
| 2.            | «Pow R. Toc H.» (Барретт, Вотерс, Райт і Мейсон) | Барретт і Вотерс | 4:26          |
| 3.            | «Take Up Thy Stethoscope and Walk» (Вотерс)      | Вотерс           | 3:05          |
| 4.            | «Lucifer Sam»                                    | Барретт          | 3:07          |
| 5.            | «Matilda Mother»                                 | Райт і Барретт   | 3:08          |

| Друга сторона | Друга сторона                                             | Друга сторона   | Друга сторона |
| #             | Назва                                                     | Вокал           | Тривалість    |
| ------------- | --------------------------------------------------------- | --------------- | ------------- |
| 1.            | «The Scarecrow»                                           | Барретт         | 2:11          |
| 2.            | «The Gnome»                                               | Барретт         | 2:13          |
| 3.            | «Chapter 24»                                              | Барретт         | 3:42          |
| 4.            | «Interstellar Overdrive» (Барретт, Вотерс, Райт і Мейсон) | Інструментальна | 9:41          |

40th anniversary edition
| Перший диск | Перший диск                                                      | Перший диск           | Перший диск |
| #           | Назва                                                            | Вокал                 | Тривалість  |
| ----------- | ---------------------------------------------------------------- | --------------------- | ----------- |
| 1.          | «Astronomy Domine (Mono)»                                        | Барретт і Річард Райт | 4:17        |
| 2.          | «Lucifer Sam (Mono)»                                             | Barrett               | 3:09        |
| 3.          | «Matilda Mother (Mono)»                                          | Райт і Барретт        | 3:05        |
| 4.          | «Flaming (Mono)»                                                 | Барретт               | 2:46        |
| 5.          | «Pow R. Toc H. (Mono)» (Барретт, Вотерс, Райт і Нік Мейсон)      | Барретт і Вотерс      | 4:24        |
| 6.          | «Take Up Thy Stethoscope and Walk (Mono)» (Вотерс)               | Вотерс                | 3:07        |
| 7.          | «Interstellar Overdrive (Mono)» (Барретт, Вотерс, Райт і Мейсон) | Інструментальна       | 9:41        |
| 8.          | «The Gnome (Mono)»                                               | Барретт               | 2:14        |
| 9.          | «Chapter 24 (Mono)»                                              | Барретт               | 3:53        |
| 10.         | «The Scarecrow (Mono)»                                           | Барретт               | 2:10        |
| 11.         | «Bike (Mono)»                                                    | Барретт               | 3:27        |

| Другий диск | Другий диск                                                        | Другий диск           | Другий диск |
| #           | Назва                                                              | Вокал                 | Тривалість  |
| ----------- | ------------------------------------------------------------------ | --------------------- | ----------- |
| 1.          | «Astronomy Domine (Stereo)»                                        | Барретт і Річард Райт | 4:14        |
| 2.          | «Lucifer Sam (Stereo)»                                             | Барретт               | 3:07        |
| 3.          | «Matilda Mother (Stereo)»                                          | Барретт і Райт        | 3:08        |
| 4.          | «Flaming (Stereo)»                                                 | Барретт               | 2:46        |
| 5.          | «Pow R. Toc H. (Stereo)» (Барретт, Вотерс, Райт і Нік Мейсон)      | Барретт і Вотерс      | 4:26        |
| 6.          | «Take Up Thy Stethoscope and Walk (Stereo)» (Вотерс)               | Вотерс                | 3:06        |
| 7.          | «Interstellar Overdrive (Stereo)» (Барретт, Вотерс, Райт і Мейсон) | Інструментальна       | 9:40        |
| 8.          | «The Gnome (Stereo)»                                               | Барретт               | 2:13        |
| 9.          | «Chapter 24 (Stereo)»                                              | Барретт               | 3:42        |
| 10.         | «The Scarecrow (Stereo)»                                           | Барретт               | 2:11        |
| 11.         | «Bike (Stereo)»                                                    | Барретт               | 3:24        |

| Третій диск | Третій диск                                     | Третій диск     | Третій диск |
| #           | Назва                                           | Вокал           | Тривалість  |
| ----------- | ----------------------------------------------- | --------------- | ----------- |
| 1.          | «Arnold Layne»                                  | Барретт         | 2:57        |
| 2.          | «Candy and a Currant Bun»                       | Барретт         | 2:45        |
| 3.          | «See Emily Play»                                | Барретт         | 2:54        |
| 4.          | «Apples and Oranges»                            | Барретт         | 3:05        |
| 5.          | «Paintbox»                                      | Райт            | 3:45        |
| 6.          | «Interstellar Overdrive (Take 2) (French Edit)» | Інструментальна | 5:15        |
| 7.          | «Apples and Oranges (Stereo Version)»           | Барретт         | 3:11        |
| 8.          | «Matilda Mother (Alternative Version)»          | Барретт         | 3:09        |
| 9.          | «Interstellar Overdrive (Take 6)»               | Інструментальна | 5:03        |

## Учасники запису
| Pink Floyd - Сід Барретт — гітара, вокал - Роджер Вотерс — бас-гітара, вокал - Річард Райт — Farfisa Compact Duo орган, орган Хаммонда, фортепіано, челеста (невказаний), вокал (невказаний) - Нік Мейсон (вказаний як «Nicky Mason») — ударні | Технічні - Сід Баррет — rear cover design - Peter Bown — engineering - Пітер Дженнер — intro vocalisations on «Astronomy Domine» (uncredited) - Vic Singh — front cover photography - Норман Сміт — production, vocal and instrumental arrangements, drums |

## Позиції в чартах
| Рік  | Чарт                             | Позиція |
| ---- | -------------------------------- | ------- |
| 1967 | UK Albums Chart                  | 6       |
| 1967 | Billboard Pop Albums             | 131     |
| 1997 | UK Albums Chart                  | 44      |
| 2007 | UK Albums Chart                  | 22      |
| 2007 | Norwegian Record Charts          | 10      |
| 2007 | Swedish Record Charts            | 43      |
| 2007 | Swiss Charts                     | 87      |
| 2007 | German Charts                    | 48      |
| 2007 | Belgian Record Charts (Flanders) | 28      |
| 2007 | Belgian Record Charts (Wallonia) | 39      |
| 2007 | Dutch Charts                     | 46      |
| 2007 | Italian Charts                   | 16      |
| 2007 | Spanish Record Charts            | 70      |